# پدرو براوخوس
پدرو براوخوس (انگلیسی: Pedro Braojos؛ زادهٔ ۸ ژانویهٔ ۱۹۵۷) بازیکن فوتبال اهل اسپانیا است.
از باشگاه‌هایی که در آن بازی کرده‌است می‌توان به باشگاه فوتبال اوئسکا، باشگاه فوتبال گرانادا، باشگاه فوتبال رئال اویدو، و باشگاه فوتبال اتلتیکو مادرید بی اشاره کرد.